# Gavioli & Cie
Gavioli & Cie era un'azienda franco-italiana che produceva organi da fiera sia in Italia che in Francia.

## Storia
La Gavioli fu fondata nel 1806 a Cavezzo, in Italia, da Giacomo Gavioli (1786-1875). L'hobby di Giacamo era lo sviluppo di strumenti musicali a riproduzione automatica come gli organi per uccelli e gli orologi per flauto. Nel 1818 si trasferì a Modena, dove riparò carillon e orologi a torre. Suo figlio Lodovico Gavioli (1807-1875) fu un inventore molto intelligente; costruì un grande organo da orchestra il "Panharmonico" per il duca di Modena, che si rifiutò di acquistare lo strumento. Ludovico lo portò poi a Londra e a Parigi. Inoltre progettò e costruì il Palazzo Comunale di Modena, sede del municipio. Nel 1845 Ludovico trasferì l'azienda nella capitale commerciale del commercio di organi, Parigi, Francia. Dal 1858 fondò la sua compagnia di costruzione di organi in Rue d'Aligre. Ludovico ebbe tre figli: Anselmo, Enrico e Claude.
Ognuno contribuì all'azienda, ma è Anselmo Gavioli (1828-1902) il cui nome è ricordato. Nel 1878 inventò il frein, un pezzo di metallo che permetteva ai tubi di produrre un suono simile a quello di un violoncello o di un violino. Nel 1892 brevettò l'uso del libro di musica per suonare gli organi. Fino a questo punto, gli organi a canne erano suonati da un grande cilindro di legno, usando un sistema simile al moderno carillon.
Ciò limitava la durata della musica che poteva essere riprodotta alle dimensioni del rullo. Un altro inconveniente dei rulli era la loro dimensione, che limitava il numero di brani che potevano essere suonati. Il libri di musica è costituita da una serie di fogli di cartone piegati a zig-zag in un libro piegato, che consentivano ai bracci meccanici di "sentire" i fori e quindi di aprire le valvole per consentire all'aria compressa di suonare le canne dell'organo.
Lo sviluppo segnò una svolta nella storia dell'organo meccanico, permettendo alla musica di avere una durata quasi infinita, e permise a Gavioli di diventare il più famoso e prolifico costruttore di organi fieristici. La famiglia Gavioli aveva filiali in città come Londra, Manchester, New York e Waldkirch.
Dopo la morte di Anselmo nel 1902 l'attività passò al figlio di Anselmo, Ludivico II. Poi l'attività fu colpita da una serie di tragiche circostanze. Gavioli cessò la produzione di organi nel 1912 e il resto dell'azienda fu trasferita alla Limonaire Frères di Parigi. Successivamente, alcuni dei loro ingegneri iniziarono a costruire le proprie compagnie di organi, tra cui Carl Frei.
La giostra a vapore nel parco a tema Efteling nei Paesi Bassi presenta uno dei tanti organi Gavioli sopravvissuti. Esistono ancora molti organi Gavioli, principalmente nel Regno Unito, ma ci sono anche organi negli Stati Uniti e in Giappone. L'organo Gavioli dell'Euclid Beach Park a Cleveland, Ohio, sopravvive ancora ed è in fase di restauro.

## Galleria d'immagini

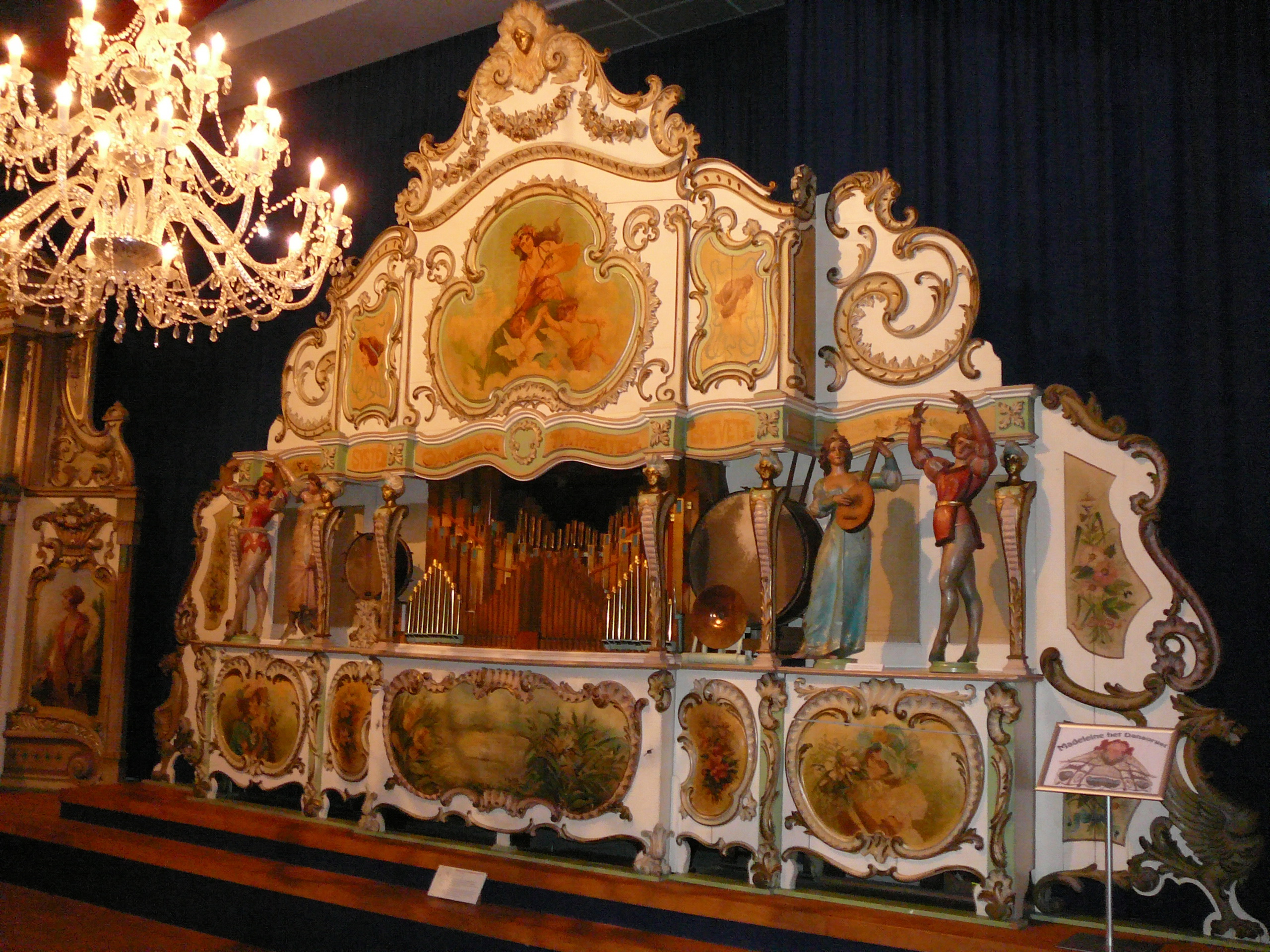
Organo da ballo Gavioli a 65 chiavi nel Museum Speelklok.
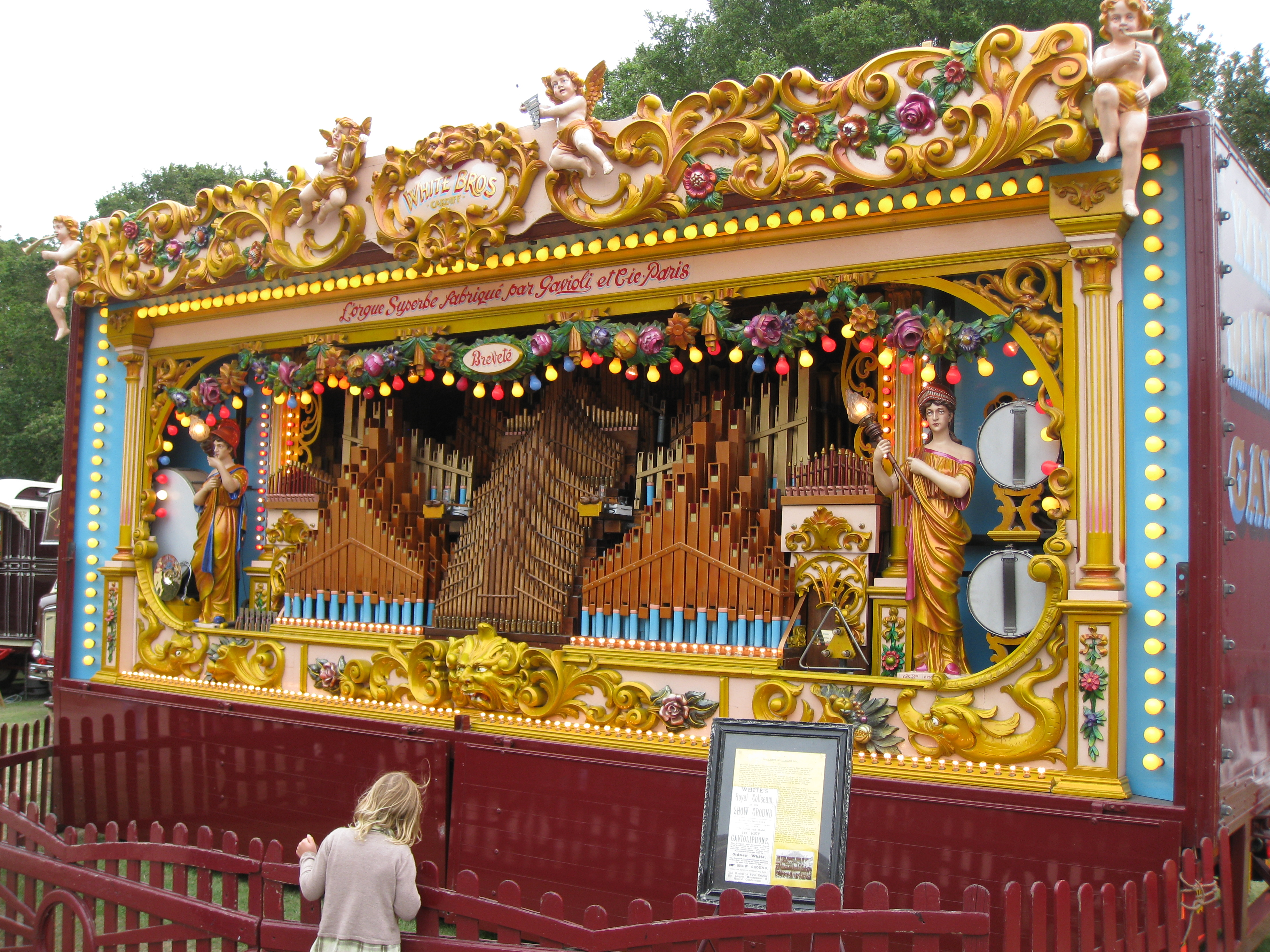
Organo Gavioli White’s Mammoth, un organo storico originario di Barry Island Pleasure Park, Galles
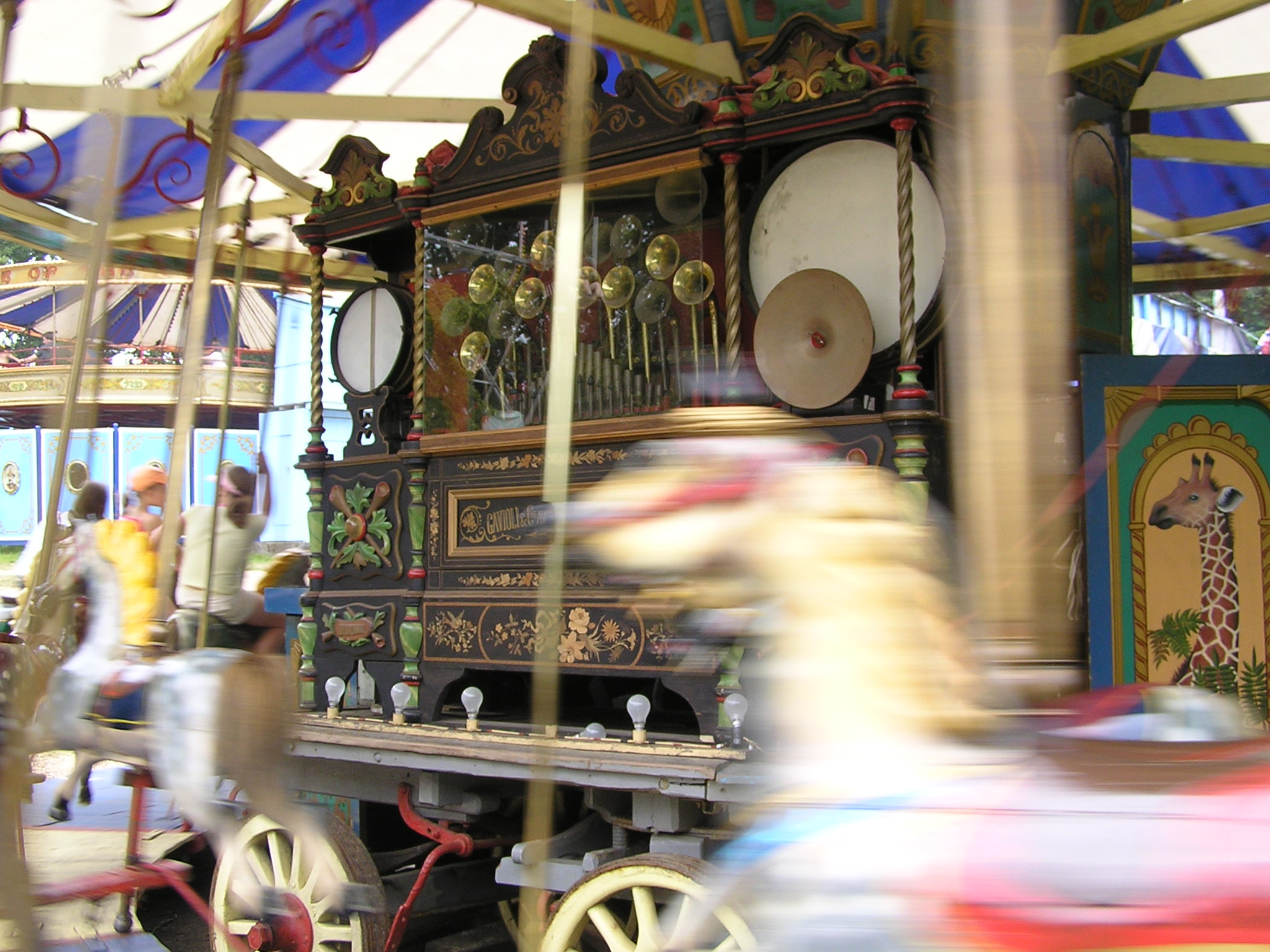
Un precedente stile organistico, che suona una canna appuntita.
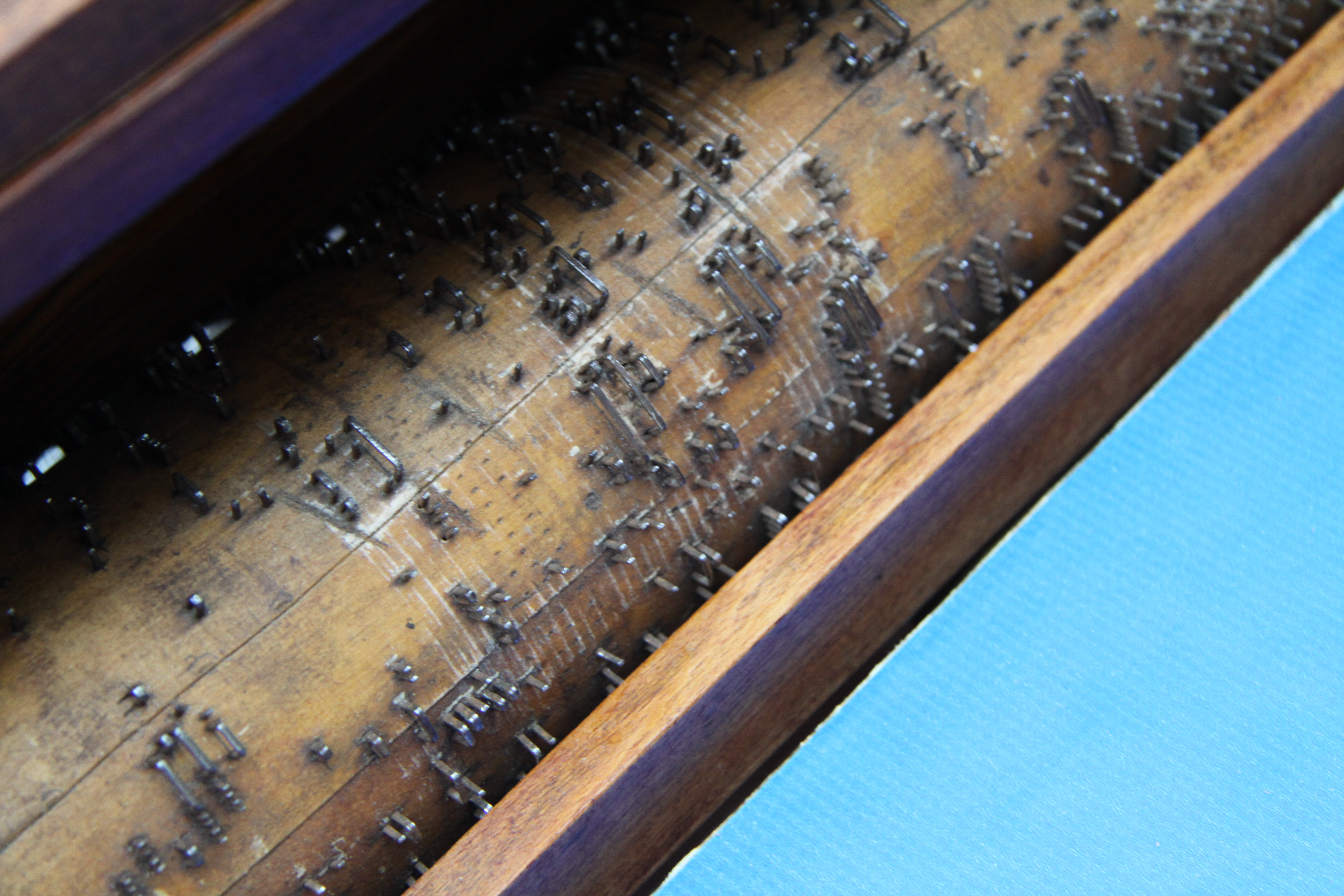
Un esempio di canna appuntita
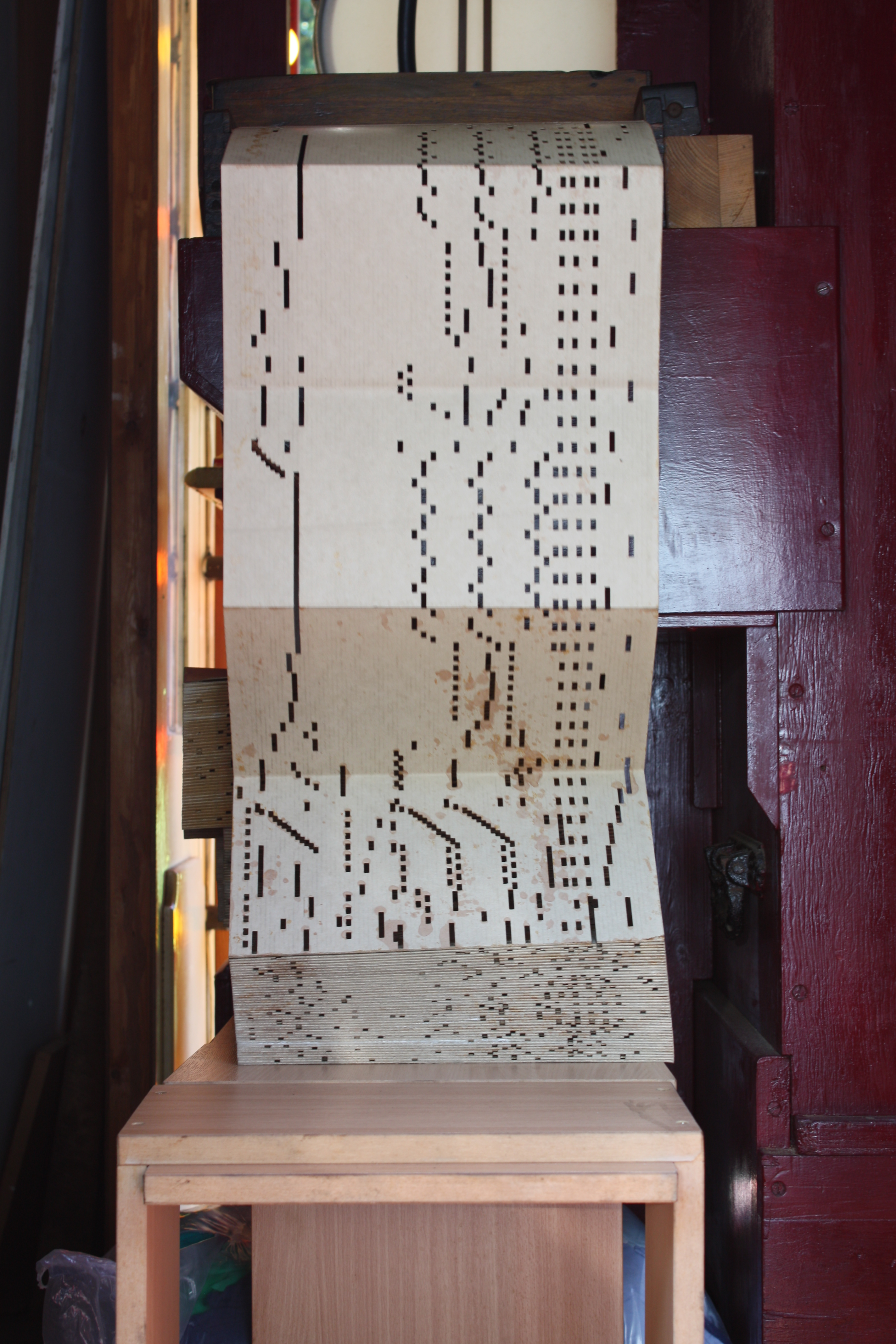
Libro di musica e lettore da un organo Gavioli